# Aculco

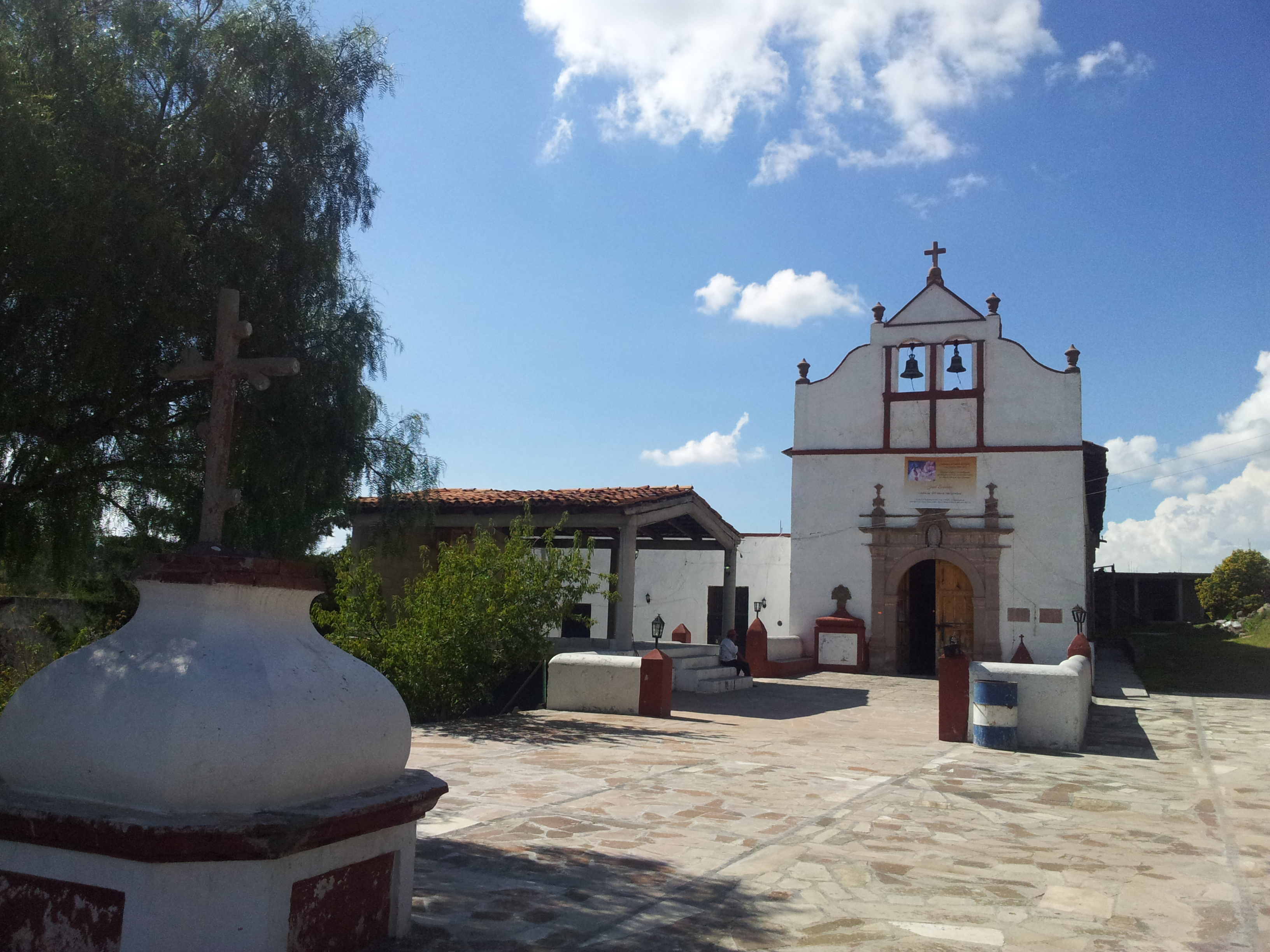
L'église à Aculco de Espinoza.

Aculco (mot d'origine nahuatl) est l'une des 125 municipalités de l'État de Mexico au Mexique.

## Localisation
Aculco confine au nord à Polotitlán, à l'ouest à Querétaro, au sud à Temascalcingo et Acambay et à l'est à Atlacomulco.

## Démographie
En 2010, la population de cette municipalité est de 44 823 habitants. Son chef-lieu est Aculco de Espinoza qui compte 450 000 habitants.

## Tourisme
L'économie d'Alculco est tournée vers le tourisme. On y trouve de grands hôtels et restaurants.